# Jan Wiślicki
Jan Wiślicki (ur. 26 grudnia 1879 w Lubaszu, zm. 9 stycznia 1944 w Starym Sączu) – polski duchowny katolicki, kanonista, profesor i dwukrotny dziekan Wydziału Prawa i Nauk Społeczno-Ekonomicznych Katolickiego Uniwersytetu Lubelskiego.

## Życiorys
Ukończył w 1904 studia w Wyższym Seminarium Duchownym w Tarnowie. Odbył studia w zakresie prawa kanonicznego na Uniwersytecie Gregoriańskim w Rzymie i uzyskał tam w 1906 stopień doktora prawa kanonicznego. Był pracownikiem dykasterii watykańskich. Po powrocie do Tarnowa był w latach 1907–1909 pracownikiem tamtejszej kurii biskupiej. W latach 1909–1921 uczył religii w gimnazjum w Tarnowie. W 1921 został profesorem prawa kanonicznego na Wydziale Prawa i Nauk Społeczno-Ekonomicznych KUL. W 1926 uzyskał habilitację na Wydziale Teologii Katolickiej Uniwersytetu Warszawskiego i w tym samym roku otrzymał na KUL nominację na profesora nadzwyczajnego. W 1937 został profesorem zwyczajnym KUL. W latach 1929–1931 i 1935–1937 był dziekanem Wydziału Prawa i Nauk Społeczno-Ekonomicznych KUL, zaś w latach 1931–1933 i 1935–1937 prodziekanem tego wydziału.
Był współzałożycielem Towarzystwa Naukowego KUL.
Po wybuchu II wojny światowej w 1939 został aresztowany przez Niemców i osadzony na Zamku Lubelskim. W 1940 został zwolniony i zamieszkał w Starym Sączu, gdzie zmarł 9 stycznia 1944.

## Ordery i odznaczenia
- Złoty Krzyż Zasługi – 10 listopada 1938 „za zasługi na polu pracy społecznej”[2][1]

## Wybrane publikacje
- Prawa świeckich w Kościele katolickim (1939)
- Kardynał Piotr Gasparri : kartka z życia Kościoła katolickiego (1935)
- Konkordat między Stolicą Apostolską a Rzecząpospolitą Niemiecką (1933)
- Umowy laterańskie : tekst włoski, przekład polski, list Piusa XI do kardynała Gasparriego (1930)
- Śluby cywilne (1928)
- Konkordat : studjum prawne (1926)
- Zwyczaj w prawie kanonicznem (1924)[3]